# Laguna Aramuaca
Laguna Aramuaca – maar we wschodnim Salwadorze, wypełniony wodami jeziora. Ma około 1 km średnicy. Powstał najprawdopodobniej w holocenie.
Bezpośrednio na południe od niego przebiega Autostrada Panamerykańska.